# Étienne Tardif de Pommeroux de Bordesoulle

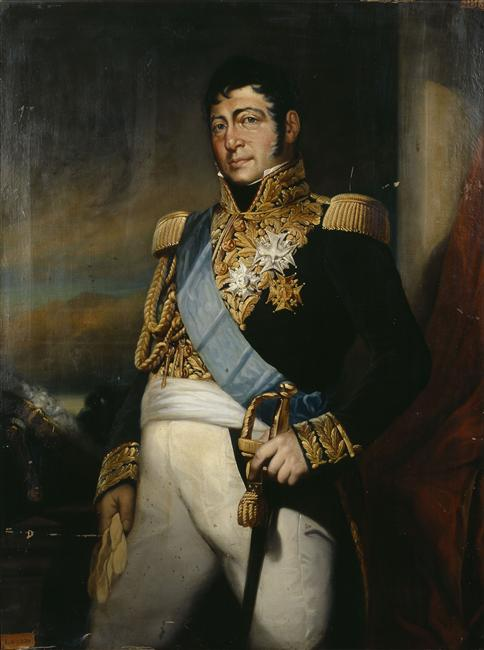
Étienne Tardif de Pommeroux, Comte de Bordesoulle

Étienne Tardif de Pommeroux, Comte de Bordesoulle (* 4. April 1771 in Luzeret; † 3. Oktober 1837 in Fontaine-Chaalis), war ein französischer Adliger und General, der als Kavallerieführer in den Koalitionskriegen von 1793 bis 1815 kämpfte.

## Leben

### Militärkarriere
Bordesoulle begann seinen Militärdienst am 27. April 1789 mit dem Eintritt beim Armée du Rhin. Er kämpfte von 1792 bis 1801 in den französischen Revolutionskriegen und war nacheinander bei der Armée du Rhin, der Armée de Rhin-et-Moselle, der Armée d’Allemagne und bei der der Armée d’Angleterre. Der dabei mehrfach verwundete Bordessoulle wurde im August 1794 zum Sous-lieutenant, dann im Juli 1796 zum Lieutenant und im Januar 1798 zum Capitaine befördert. Er stieg in seiner Karriere schnell auf, wurde im Mai 1799 zum Führer einer Eskadron im 6e régiment de hussards ernannt und erhielt 1802 einen Ehrensäbel für seine Tapferkeit. Er kämpfte am 15. August 1799 in der Schlacht bei Novi und wurde während des Rückzugs der Italien-Armee neuerlich verwundet.
1803 und 1804 stand er bei der für England zusammengezogenen Invasionsarmee im Feldlager bei Brügge. Im Feldzug von 1805 bis 1807 kämpfte er in Österreich, Preußen und Polen im Verband des 2. Korps und wurde zum Colonel befördert. Am 27. Dezember 1805 wurde er zum Chef des 22e régiment de chasseurs à cheval ernannt. Am 2. Dezember kämpfte er in der Schlacht von Austerlitz, bevor er im Oktober 1806 zum 4. Korps unter Soult wechselte. Am 9. Juni 1807 überquerte er an der Spitze seines Regiments die Guttstädter Straße, stürmte und zerschlug ein russisches Bataillon und erhielt dabei zwei Bajonettwunden am rechten Unterarm und in der Brust. Er zeichnete sich am folgenden Tag im Schlacht bei Heilsberg und am 12. Juni in der Schlacht bei Friedland aus und wurde am 25. Juni zum Chef leichter Reiterverbände (zunächst bei der 9. Husaren, dann beim 7. und 20. Chasseurs) ernannt. Am 1. August wurde seine Truppen zum Korps des Generals Brune verlegt und im Dezember wurde ihm die leichte Kavallerie bei der Verteidigung von Danzig übertragen.
Am 21. September 1808 erhielt er den Befehl, nach Bayonne zu gehen, und im November wurde er zum Befehlshaber der 2. Chasseur-Kavallerie-Brigade (Kavalleriereserve der Armée d’Espagne) innerhalb der Division Lasalle ernannt. Im Dezember besiegte er die Reste der Armee Castaños um Madrid und trug am 28. März 1809 zum Sieg der Franzosen in der Schlacht bei Medellín bei, in der er mit dem 5e régiment de chasseurs à cheval und 10e régiment de chasseurs à cheval 6000 spanische Infanteristen zurückwarf, obwohl Bordesoulle vom Herzog von Belluno den Befehl erhalten hatte, sich zurückzuziehen.
Am 25. Mai 1809 wurde er zur Armée d’Allemagne versetzt, um eine Kavallerie-Brigade im 4. Korps unter Massena zu befehligen. Bordessoulle ersetzte Colonel Fouler als Chef der 2. Brigade der 3. Kürassier-Division. Er wurde am 6. Juli 1809 bei der Schlacht bei Wagram verwundet und im Mai 1810 von Napoleon zum Baron des Kaiserreichs ernannt. Er wurde im Mai 1810 in den Beobachtungskorps in Holland eingesetzt und übernahm am 2. Dezember das Kommando über die 3. leichte Kavalleriebrigade der Armée d’Allemagne. Bis 1812 befehligte Bordessoulle mehrere leichte Kavalleriebrigaden in Deutschland, zwischendurch verbrachte er im November 1811 beim Besatzungskorps an der Elbe. Dieses Beobachtungskorps wurde bald zu einem Korps der Grande Armée.

### Rußlandkrieg und Restauration
Während der französischen Invasion in Russland 1812 führte er die 2. leichte Kavalleriebrigade des 1. Korps unter Marschall Davout. Am 30. Juni bekämpfte er die Avantgarde der russischen Armee unter Barclay de Tolly bei Soleschniki und am 23. Juli übernahm er die Vorhut des Fürsten von Eckmühl, die aus dem 3e régiment de chasseurs à cheval und einem Infanterieregiment bestand. An der Spitze dieser Avantgarde besetzte er Mogilew und machte 900 Gefangene, erbeutete feindliche Magazine und Vorräte, darunter 600 Ochsen, die für die Armee des Prinz Bagration bestimmt waren. Er kämpfte dann in der Schlacht um Smolensk und am 7. September bei Borodino und in der Schlacht bei Krasnoi (wo seine Reiterei 8 Kanonen und 1500 Gefangene einbrachte).
Er wurde am 4. Dezember 1812 zum Général de division befördert und übernahm die 1. Kürassier-Division des 1. Kavalleriekorps, die er 1813 in allen großen Schlachten in Sachsen führte. Im Mai 1813 folgte die Teilnahme an der Schlacht von Großgörschen und von Bautzen. Bereits als Baron des Reiches erhielt er eine Dotation bestätigt, am 14. Mai 1813 wurde er zum Kommandeur der Ehrenlegion ernannt. In der Schlacht bei Dresden (26. August) führte er mehrere energische Angriffe, warf 12 Angriffe der feindlichen Infanteriekarres zurück und brachte 6.000 Gefangene ein. Er kämpfte auch in der Völkerschlacht bei Leipzig (16. bis 19. Oktober), wo er neue Beweise für seine Tapferkeit lieferte, und in der Schlacht bei Hanau, wo er einen weitgehend geordneten Rückzug decken konnte. Im November 1813 wurde ihm anstelle von General Sébastiani das 2. Kavalleriekorps der Grande Armée unterstellt.
Als Kommandant der 2. Kavalleriedivisionen führte in den Schlacht von Champaubert und war am 12. Februar beim Erfolg gegen Blücher bei Vauchamps beteiligt. Er schlug wenige Tage später alliierte Kräfte bei Villeneuve (17. Februar) und nahm an der kurzzeitigen Rückeroberung von Reims teil. Im März kämpfte er in der Schlacht bei Fère-Champenoise und am 30. März mit der schweren Kavallerie-Division des 1. Korps in der Schlacht bei Paris. Bei der Restauration der Bourbonen wurde Bordesoulle aufgrund seiner noblen Herkunft behalten und im Mai 1814 zum Generalinspekteur der Kavallerie ernannt. Am 2. Juni wurde er zum Ritter des Ordens von Saint Louis und am 23. August zum Großoffizier der Ehrenlegion ernannt. Nach Napoleons Rückkehr aus Elba übernahm Bordesoulle am 12. März 1815 provisorisch die Kavallerieschwadronen der 2. Militärdivision die nach Châlons aufbrachen und am 16. März von der königlichen Regierung in dieser Rolle bestätigt wurden. Er folgte den geflüchteten Ludwig XVIII. nach Gent, wo er am 25. Juni 1815 Chef des Stabes des Comte d’Artois wurde.

### Nachkriegszeit
Er kehrte nach der Herrschaft der Hundert Tage im Juli 1815 mit dem Herzog von Berry nach Frankreich zurück und wurde am 13. August vom König mit dem Großkreuz der Ehrenlegion ausgezeichnet und am 8. September zum Reorganisator der Kavallerie und Befehlshaber der Gardekavallerie ernannt. Bordesoulle wurde von 1815 bis 1816 als Deputierter für Indre gewählt, und am 12. Oktober zum Mitglied der Kommission ernannt, die beauftragt war, das Verhalten der Offiziere während der Hundert Tage zu untersuchen.
Am 13. Mai 1816 wurde er zum Ritter des Militärordens de Saint-Louis ernannt und tauschte seinen kaiserlichen Baron-Titel gegen den eines königlichen Comte. Seit dem 2. Juni 1817 fungierte er als ehrenamtlicher Adjutant des Comté d’Artois, am 25. Oktober wurde er Mitglied des Komitees der Generalinspekteure und am 2. Juli 1820 wurde er zum Geheimrat des Comté d’Artois bestellt. Er wurde am 1. Mai 1821 mit dem Großkreuz des Saint Louis-Ordens ausgezeichnet und am 17. September 1822 zum Gouverneur der École polytechnique ernannt, wobei er seine bisherige Position in der königlichen Garde beibehielt. Im Jahr 1823 nahm er an der spanischen Expedition teil, am 16. Februar wurde Bordesoulle zum Oberbefehlshaber der Gardetruppen in der Armée des Pyrénées ernannt. Er organisierte die Bombardierung und Blockade von Cádiz und wurde am 31. August in amtlichen Depeschen für die Einnahme von Trocadéro erwähnt. Sein Rat an den Comté d’Artois war ausschlaggebend für viele Amtshandlungen, die den Anhängern der Freiheitspartei freundschaftlich gesinnt waren. Im Dezember übernahm er sein Kommando über die Kavalleriedivision der königlichen Garde wieder auf. Unter dem neuen König Karl X. wurde er 1828 Mitglied des Obersten Kriegsrats.
In der Revolution versuchte er vergeblich die Beschlüsse des Königs im Juli 1830 zu erhalten und zog sich nach Saint-Cloud zurück, bereit seine Person zu verteidigen. Trotz der aufgelösten königlichen Garde setzte er von Rambouillet aus, sein Kommando bis zum 21. August fort und unterstellte sich dann den neuen Bürgerköng Louis-Philippe. Er wurde am 7. Februar 1831 auf die Reserveliste der Armee gesetzt und trat im März 1832 in den Ruhestand. Er verstarb 1837 in Fontaines-Chaalis, zehn Kilometer südöstlich von Senlis.